# Nueva Iglesia
Se conoce como Nueva Iglesia, Iglesia swedenborgiana o swedenborgianismo a un grupo de iglesias cristianas fundadas a raíz de las enseñanzas del místico sueco Emanuel Swedenborg, quien a lo largo de veinte años aseguró tener distintas visiones del Cielo y el Infierno que describió en sus escritos. 
Los swedenborgianos se consideran a sí mismos cristianos, sin embargo su doctrina enseña que las visiones de Swedenborg abren un nuevo camino en la revelación divina que con el tiempo sustituirá al cristianismo tradicional de forma similar a como este sustituyó al judaísmo. También interpretan que las revelaciones de Swedenborg fueron el cumplimiento de las profecías del Apocalipsis. 
A sus seguidores se les conoce con distintos nombres incluyendo neocristianos, nuevos cristianos y swedenborgianos, este último no es aceptado muchos de los fieles al considerar que implicaría que siguen a Swedenborg y no a Jesús. Swedenborg no es considerado divino por los swedenborgianos. 

## Historia
Aún vivo Swedenborg sus escritos fueron sujetos de juicio por las autoridades suecas en 1768. Aunque sus enseñanzas se declararon «equivocadas» no se tomaron medidas en su contra y posteriores investigaciones fueron abandonadas. Swedenborg moriría en Reino Unido y 15 años después de su muerte, en 1787, sería en ese país donde se fundaría el Movimiento de la Nueva Iglesia. Misioneros llevarían la doctrina a Estados Unidos donde uno de los conversos sería Johnny Appleseed.
También hubo misioneros que viajaron a África, ya que Swedenborg aseguró que la que denominó «raza africana» tenía mayor iluminación que otras. Los swedenborgianos también aceptaron conversos negros libres y muchos fueron abolicionistas.
La primera iglesia swedenborgiana estadounidense se fundó en 1817 tras la Gran Convención General de la Nueva Iglesia. Controversias sobre los escritos de Swedenborg causaron el primer cisma y con ello la conformación de la Iglesia General de la Nueva Jerusalén.
Las principales ramificaciones del swedenborgismo son:
- La Conferencia General de la Nueva Iglesia.
- La Iglesia Swedenborgiana de Norteamérica.
- La Iglesia General de la Nueva Jerusalén.
- La Nueva Iglesia del Señor que es Nova Hierosolyma.

## Doctrina

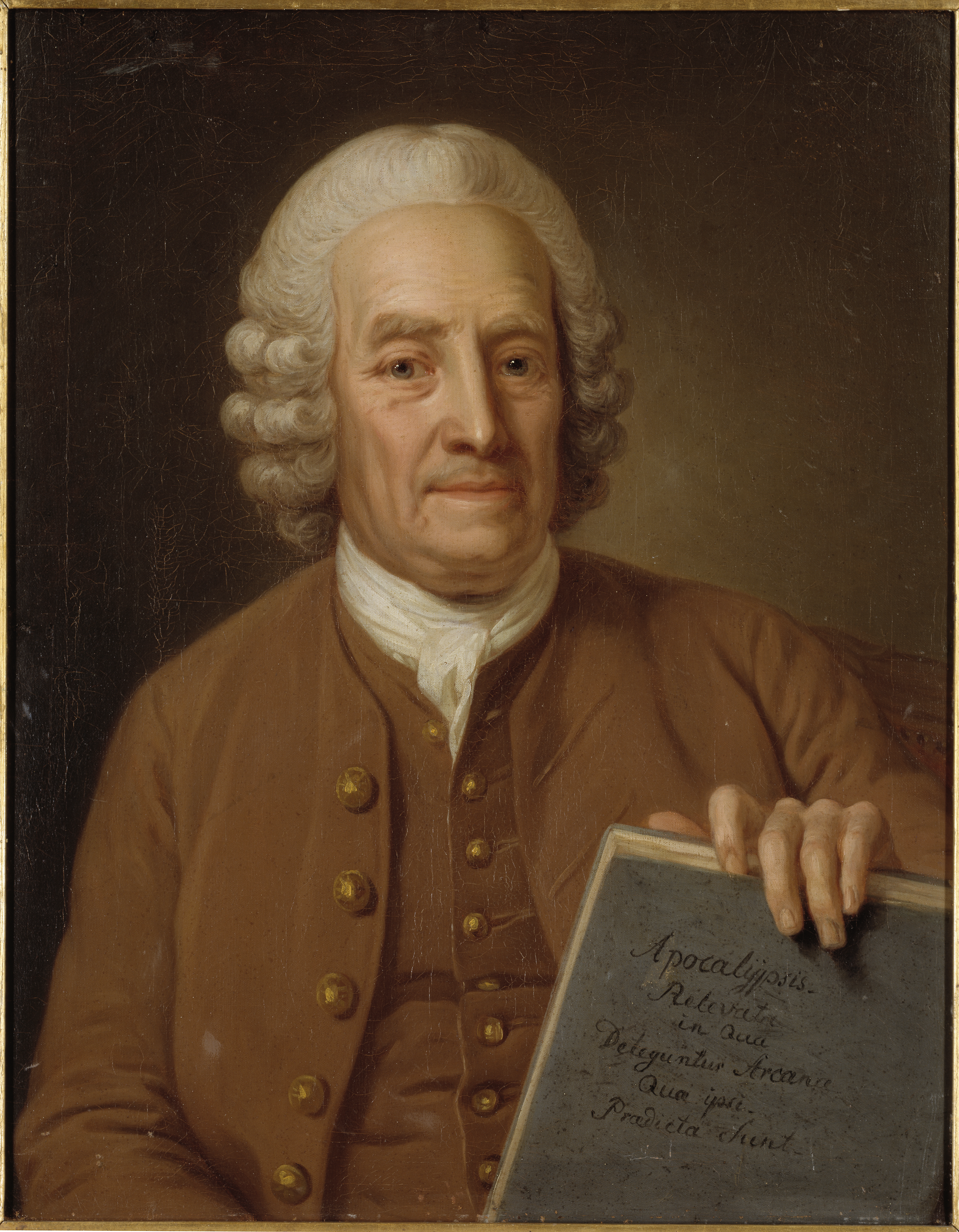
Swedenborg

La Iglesia considera como doctrinas principales; la unicidad de Dios, la divinidad de Jesús y el cumplimiento de los Diez Mandamientos. Considera que el amar al prójimo, la caridad, el amor, el reconocimiento del Señor y el Decálogo son las bases esenciales de su doctrina. 
La Nueva Iglesia tiene dos doctrinas esenciales. La primera es que hay un solo Dios, Jehová, que se encarnó como Jesús para poder redimir a la humanidad. La segunda es la obligación de vivir según sus mandamientos. «Hay dos cosas esenciales que constituyen la iglesia, y por lo tanto dos cosas principales de la doctrina: una, que la Humanidad del Señor es Divina; la otra, que el amor al Señor y la caridad hacia el prójimo constituyen la iglesia, y no la fe separada del amor y la caridad». Estas «dos cosas, el reconocimiento del Señor, y una vida según los preceptos del Decálogo... son los dos elementos esenciales de la Nueva Iglesia».
Los adeptos creen que estas dos doctrinas traen la salvación y la unión con Jesús.«Todas las cosas de la doctrina de la Nueva Iglesia tienen referencia a estas dos, porque son sus universales, de las que dependen todas las particulares, y son sus esenciales, de las que proceden todas las formalidades» Si una persona desconoce las doctrinas pero ha creído en un Dios y ha vivido una buena vida, según Swedenborg, las aprenderá de los ángeles después de la muerte.
La iglesia swedenborgiana no es trinitaria. Swedenborg argumentó que la Trinidad no era tres personas—Padre, Hijo y Espíritu Santo—sino una sola, «siendo el Padre el ser divino originario en sí mismo, el Hijo la encarnación humana de esa alma divina, y el Espíritu Santo la actividad emanada de Jesús, o lo «Humano Divino». Escribió que la doctrina de una trinidad compuesta de tres personas se originó durante el siglo IV con la adopción del Credo de Nicea para combatir el arrianismo, pero que era desconocida para la Iglesia Apostólica (indicada por el Credo de los Apóstoles, que según él precedió al Credo de Nicea).
También consideran que el Islam contiene verdad divina y que fue fundada por un profeta de Dios pero que su contenido es incompleto.
Sin embargo, la iglesia swedenborgiana se diferencia de otras iglesias cristianas principalmente en sus creencias respecto a la vida después de la muerte fundamentadas en las visiones de Swedenborg y sus visitas al cielo y al infierno. Aunque los swedenborgianos aceptan el bautizo, este debe ser aplicado cuando el menor tiene edad suficiente de decidir y creen que los niños no bautizados van al cielo donde son educados por ángeles guardianes.
De acuerdo con los swedenborgianos las personas de distintas religiones y sin religión no se condenan al infierno, pues tras la muerte la ida al cielo o al infierno dependen de las acciones de las personas durante su vida. Dios no condena a nadie al infierno. Según Swedenborg, las personas se reúnen en el más allá según su propia afinidad. Personas malévolas y crueles terminan juntas provocando lo que se entiende como el infierno donde realizan su maldad, mientras que personas benévolas terminan juntas. Swedenborg también enseñó que el más allá tenía diferentes "estancias" y que las personas pasaban por niveles graduales de purificación hasta llegar al nivel más alto, junto a Dios. En estos niveles podían llegar a ejercer profesiones, conocer personajes históricos, reencontrarse con seres queridos y antepasados, e incluso cuando murieran solteros, encontrar parejas y casarse (aunque no tener hijos). Según muchos swedenborgianos son estas experiencias las que algunas religiones entienden como reencarnación, sin embargo los swedenborgianos no creen en la reencarnación literal al entender que la vida humana en la Tierra es solamente una.
Para los swedenborgianos, al ser los infiernos auto-creados, las personas que viven en ellos pueden llegar a redimirse pero les toma mucho más tiempo que aquellas que pasan a estados superiores. También creen que tanto ángeles como demonios son almas humanas en niveles muy superiores o inferiores de ambos estados y no, como creen la mayoría de religiones monoteístas, seres nacidos ya como ángeles desde un principio.
Swedenborg recogió en sus escritos la creencia en la existencia de vida, criaturas de Dios, en otros planetas, considerando que existían planetas habitados en otras estrellas, y otras galaxias además de la nuestra, (como ya anteriormente habían postulado otros como Giordano Bruno en el siglo XVI, y se sospecha con fuerza actualmente). Así como que existió una religión revelada que precedió al judaísmo pero que sus escritos se han perdido, y que ángeles y espíritus pueden comunicarse con los humanos aunque esto es ahora poco común si bien en el pasado fue ordinario. 
Los swedenborgianos no creen en un juicio final o fin del mundo literal. Consideran que la humanidad pasa por constantes revelaciones y actualizaciones de las enseñanzas divinas y que las profecías del Apocalipsis de San Juan se cumplieron en tiempos de Swedenborg.